# Maidan, Serbia
Maidan (în sârbă Мајданпек, cu caractere latine Maidanpec) este un oraș și municipiu în districtul Bor din Serbia. Este situat la 78 kilometri de Turnu Severin și la 189 kilometri de Craiova.

## Istoria
S-au făcut săpături și s-au descoperit urme arheolgice din neolitic în Kapetanova Pecina, Praurija, Rog Kameni și situl roman de la Kamenjar.
Orașul este renumit pentru mina de cupru, încă din secolul al XVII-lea. De-a lungul istoriei sale, dezvoltarea minieră a fost organizată de către mulți proprietari străini (cehi, belgieni, austrieci), și a fost exploatat extensiv. Orașul a fost industrializat la mijlocul secolului al XX-lea prin programul industrial sprijinit de guvernul Iugoslaviei din acea vreme, și influența personală a lui Iosip Broz Tito (mareșal și prim-ministru pe viață de la sfârșitul celui de-al doilea război mondial până în 1980). Până la sfârșitul secolului al XX-lea orașul a fost într-o perioadă de progres industrial și una dintre zonele cele mai dezvoltate în mineritul cuprului și metalurgie.

## Geografia

### Demografia
Conform recensământului din 2002 municipalitatea Maidan avea o populație de 23.703 de locuitori, în timp ce orașul Maidan avea o populație de 10.071 de locuitori.
În anul 2002 populația municipiului Maidan a fost compusă din:
- Sârbi -  19,339 (81.59%)
- Români (Vlahi) [1][2] = 2,817 (11.89%)
- Alții

Conform recensământului din 2002 cele mai multe dintre așezările din municipiul Maidan au ca majoritate etnică pe sârbi. Majoritatea celor de etnie română sunt vlahi. Localitatea Jasikovo este majoritar formată din români. Numărul românilor (vlahilor) care trăiesc în această zonă este probabil mai mare, deoarece mulți dintre ei se declară sârbi.

## Municipalitatea
Municipiul Maidan include orașul Maidan, orașul Donii Milanovaț, și următoarele sate:
- Bolietin
- Vlaole
- Golubinie
- Debeli Lug
- Iasicovo
- Clococevaț
- Lescovo
- Miroci
- Mosna
- Rudna Glava
- Topolnița
- Țrnaica

## Turismul
Una dintre cele mai bune atracții turistice din Maidan este "Rajkova Pecina" (Peștera Rajkova), una dintre cele mai frumoase peșteri din Serbia.
Stațiunea este poreclită și "Cea de-a doua filieră montană a Craiovei și a Olteniei de Sud".

## Media

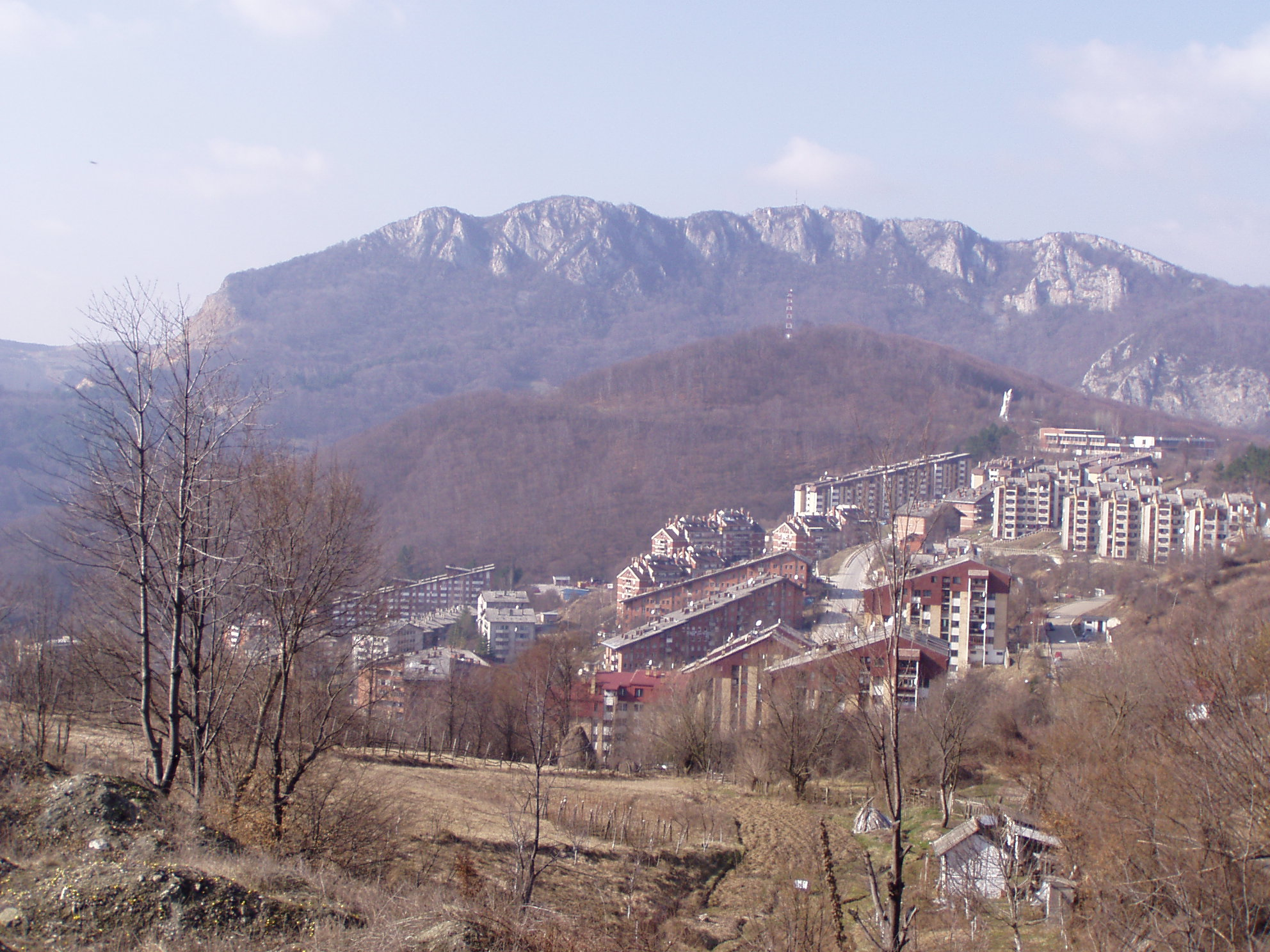
Maidan

Informații și știri din această zonă pot fi găsite pe site-ul oficial al Radio Televizija Majdanpek (http://www.rtvmajdanpek.com).

## Personalități
- Trifon Miclea (1885 - 1921),  deputat în Marea Adunare Națională de la Alba Iulia 1918